# كيكو يامادا
كيكو يامادا (باليابانية: 山田圭子؛ بالكانا: やまだ けいこ) هي مانغاكا يابانية، ولدت في 9 ديسمبر 1965 في كيتاكيوشو في اليابان.

## روابط خارجية
- كيكو يامادا على موقع ANN person (الإنجليزية)